# Liste der Kulturdenkmale in Aschersleben
In der Liste der Kulturdenkmale in Aschersleben sind alle Kulturdenkmale der Stadt Aschersleben (Salzlandkreis) und ihrer Ortsteile aufgelistet. Grundlage ist das Denkmalverzeichnis des Landes Sachsen-Anhalt, das auf Basis des Denkmalschutzgesetzes des Landes Sachsen-Anhalt vom 21. Oktober 1991 durch das Landesamt für Denkmalpflege und Archäologie Sachsen-Anhalt erstellt und seither laufend ergänzt wurde (Stand: 31. Dezember 2022).

## Aufteilung
Wegen der großen Anzahl von Kulturdenkmalen in Aschersleben werden die Kulturdenkmale in den Ortsteilen in Teillisten aufgeführt.
- Drohndorf
- Freckleben
- Groß Schierstedt
- Klein Schierstedt
- Mehringen
- Schackenthal
- Schackstedt
- Westdorf
- Wilsleben
- Winningen

## Kulturdenkmale
| Lage | Bezeichnung                   | Beschreibung | Erfassungs- nummer | Ausweisungsart               | Bild |
| --- | ----------------------------- | --- | ------------------ | ---------------------------- | --- |
| Altstadt (Karte) | Stadtbefestigung Aschersleben | Von der Stadtbefestigung sind erhalten: - Johannistorturm von 1380 (Lage) - Rondell von 1507–1583 (Lage) - Schmaler Heinrich von 1442 (Lage) - Schimmelpfennigscher Turm (Lage) - Rabenturm (Lage) - Rechteckige Schale (Lage) - Runde Schale (Lage) - Große Schale (Lage) - Stumpfer Turm (Lage) - Liebenwahnscher Turm (Lage) - Hoffmanns Turm am Marsfeld (Lage) - Zwinger in der Luisenpromenade (Lage) - Krappscher Turm (Lage) | 094 10000          | Baudenkmal                   | Weitere Bilder |
| Altstadt (Karte) | Stadtgrundriss                | | 094 80405          | Baudenkmal                   | BW |
| Wolfsberg (Karte) | Warte                         | Westdorfer Warte | 094 81076          | Baudenkmal                   | Weitere Bilder |
| Adam-Olearius-Straße 4, 6 Gottfried-August-Bürger-Straße 8, 10, 12, 14, 16, 18, 20, 22, 24, 26 Worthstraße 19, 21, 23 (Karte)                                             | Siedlung                      | | 094 16214          | Baudenkmal                   | Weitere Bilder |
| Albert-Drosihn-Straße 1, 3, 5, 7a, 7b Worthstraße 24, 26, 28 (Karte) | Siedlung                      | | 094 17283          | Baudenkmal                   | Siedlung |
| Am Grauen Hof 1 (Karte) | Grauer Hof                    | Ackerbürgerhof | 094 80407          | Baudenkmal                   | Weitere Bilder |
| Am Grauen Hof 1, Luisenpromenade 3 (Karte) | Schule                        | Luisenschule | 094 80888          | Baudenkmal                   | Weitere Bilder |
| Am Grauen Hof 2 (Karte) | Gefängnis                     | Stadtgefängnis | 094 97984          | Baudenkmal                   | Gefängnis |
| Am Grauen Hof 1, 2, 4 (Karte) | Straßenzug                    | | 094 80406          | Denkmalbereich               | Weitere Bilder |
| An den Westerbergen (Karte) | Villa                         | ehem. Villa Lapp | 094 80887          | Baudenkmal                   | Weitere Bilder |
| An der Darre 10, 11 (Karte) | Wohnhaus                      | | 094 95397          | Baudenkmal                   | Wohnhaus |
| Apothekergraben 1 (Karte) | Stephaneum Haus II            | Schule Stephaneum Haus II, Schule, Turnhalle und Einfriedung des Schulhofes | 094 80551          | Baudenkmal                   | Weitere Bilder |
| Apothekergraben 1, Schulhof des Stephaneums | Einfriedung                   | Einfriedung | 094 80551 001      | Teilobjekt eines Baudenkmals | |
| Apothekergraben 1, Schulhof Stephaneum II | Turnhalle                     | Turnhalle | 094 80551 002      | Teilobjekt eines Baudenkmals | |
| Askanierstraße 10 (Karte) | Wohnhaus                      | | 094 80897          | Baudenkmal                   | Wohnhaus |
| Askanierstraße 40 (Karte) | Altenheim                     | Invalidenheim der Landesversicherungsanstalt | 094 03693          | Baudenkmal                   | Altenheim |
| Auf dem Graben 15 (Karte) | Wohnhaus                      | | 094 80408          | Baudenkmal                   | Wohnhaus |
| Auf dem Graben 33 (Karte) | Wohn- und Bürohaus            | | 094 80410          | Baudenkmal                   | Wohn- und Bürohaus |
| Auf dem Graben 72 (Karte) | Wohnhaus                      | | 094 80411          | Baudenkmal                   | Weitere Bilder |
| Auf dem Graben 75 (Karte) | Wohnhaus                      | Herberge zur Heimat, errichtet 1890 als St.-Elisabeth-Hospiz. Nach 25 Jahren Leerstand erfolgte im Jahr 2019 die Sanierung. | 094 80412          | Baudenkmal                   | Weitere Bilder |
| Auf dem Graben 91 (Karte) | Wohnhaus                      | | 094 80413          | Baudenkmal                   | Wohnhaus |
| Auf der Alten Burg, Tierpark Aschersleben (Karte) | Bergfried                     | Askanierburg | 094 80909          | Baudenkmal                   | Bergfried |
| Auf der alten Burg 10 (Karte) | Wohnhaus                      | | 094 80600          | Baudenkmal                   | Wohnhaus |
| Auf der alten Burg 12 (Karte) | Wohnhaus                      | | 094 80601          | Baudenkmal                   | Wohnhaus |
| Auf der alten Burg 13 (Karte) | Wohnhaus                      | | 094 80602          | Baudenkmal                   | Wohnhaus |
| Auf der alten Burg 14 (Karte) | Wohnhaus                      | | 094 80603          | Baudenkmal                   | Wohnhaus |
| Auf der alten Burg 40 (Karte) | Villa                         | | 094 80583          | Baudenkmal                   | Villa |
| Augustapromenade 2 Breite Straße 1 bis 43 (Karte) | Straßenzug                    | | 094 80361          | Denkmalbereich               | Weitere Bilder |
| Augustapromenade 22, 23, 24 Hecknerstraße 1 bis 6 (Karte) | Straßenzeile                  | | 094 80332          | Denkmalbereich               | Weitere Bilder |
| Augustapromenade 23, Hecknerstraße 5 (Karte) | Wohn- und Geschäftshaus       | Haus Fürste | 094 80336          | Baudenkmal                   | Wohn- und Geschäftshaus |
| Augustapromenade 26 (Karte) | Wohnhaus                      | | 094 80355          | Baudenkmal                   | Wohnhaus |
| Augustapromenade 36 Vor dem Haus Nr. 36 (Karte) | Bank                          | Schillerbank | 094 80415          | Baudenkmal                   | Weitere Bilder |
| Augustapromenade 36 (Karte) | Wohnhaus                      | | 094 80414          | Baudenkmal                   | Wohnhaus |
| Badergasse 5 Bebauung entlang des Mühlgrabens (Karte) | Kirche                        | Neuapostolische Kirche | 094 80416          | Baudenkmal                   | Kirche |
| Badstuben 1 (Karte) | Wohnhaus                      | | 094 80418          | Baudenkmal                   | Wohnhaus |
| Badstuben 2 (Karte) | Wohnhaus                      | | 094 80419          | Baudenkmal                   | Wohnhaus |
| Badstuben 6 (Karte) | Wohnhaus                      | Wohnhaus | 094 80421          | Baudenkmal                   | Wohnhaus |
| Badstuben 7 (Karte) | Wohnhaus                      | Wohnhaus | 094 80422          | Baudenkmal                   | Wohnhaus |
| Badstuben 31 (Karte) | Wohnhaus                      | | 094 80435          | Baudenkmal                   | Wohnhaus |
| Bahnhofstraße 1 Bestehornstraße 1, 2, (3), 4 bis 8, 9 Herrenbreite (1), (2), 3 bis 5, (6), (7), (8), 9 bis 11, 13a, 13b, 13c, 14, 15, 16, 24 bis 33 Neue Straße 2 (Karte) | Platz                         | Herrenbreite (Park) | 094 90074          | Denkmalbereich               | Weitere Bilder |
| Bahnhofstraße 2 (Karte) | Bürogebäude                   | | 094 80436          | Baudenkmal                   | Bürogebäude |
| Bahnhofstraße 5 (Karte) | Wohnhaus                      | | 094 80437          | Baudenkmal                   | Wohnhaus |
| Bahnhofstraße 15 (Karte) | Wohnhaus                      | | 094 10002          | Baudenkmal                   | Wohnhaus |
| Bahnhofstraße 40 (Karte) | Wohnhaus                      | | 094 10003          | Baudenkmal                   | Wohnhaus |
| Baumgartenstraße 2 (Karte) | Villa                         | | 094 80598          | Baudenkmal                   | Weitere Bilder |
| Baumgartenstraße 25 (Karte) | Wohnhaus                      | | 094 80438          | Baudenkmal                   | Wohnhaus |
| Berliner Straße 7 Halberstädter Straße 2, 4, 6, 8, 10, 12, 14, 16, 18, 20 Hellgraben 24 (Karte)                                                                           | Straßenzeile                  | | 094 80927          | Denkmalbereich               | Straßenzeile |
| Bestehornstraße 1 Eckbebauung zum Straßenzug Bonifatiuskirchhof (Karte)                                                                                                   | Postamt                       | | 094 80439          | Baudenkmal                   | Weitere Bilder |
| Bestehornstraße 2 (Karte) | Villa                         | sogenannte „Weiße Villa“ | 094 80440          | Baudenkmal                   | Weitere Bilder |
| Bestehornstraße 4, 5 (Karte) | Wohn- und Geschäftshaus       | Wohn- und Geschäftshaus Bestehorn-Villa mit Garten und Orangerie | 094 80441          | Baudenkmal                   | Weitere Bilder |
| Bestehornstraße 4, 5 (Karte) | Wohn- und Geschäftshaus       | Wohn- und Geschäftshaus Bestehorn-Villa mit Garten und Orangerie | 094 80441          | Baudenkmal                   | Weitere Bilder |
| Bestehornstraße 4, 5; Garten | Orangerie                     | Orangerie | 094 80441 001      | Teilobjekt eines Baudenkmals | |
| Bestehornstraße 8 (Karte) | Wohnhaus                      | Wohnhaus Altes Schützenhaus, errichtet 1754/1755 | 094 80442          | Baudenkmal                   | Weitere Bilder |
| Bestehornstraße 11 (Karte) | Wohnhaus                      | | 094 80907          | Baudenkmal                   | Wohnhaus |
| Bestehornstraße 18 (Karte) | Wohnhaus                      | | 094 80906          | Baudenkmal                   | Wohnhaus |
| Bonifatiuskirchhof 5 (Karte) | Wohn- und Geschäftshaus       | | 094 81294          | Baudenkmal                   | Wohn- und Geschäftshaus |
| Bonifatiuskirchhof 14a (Karte) | Wohn- und Geschäftshaus       | | 094 81295          | Baudenkmal                   | Wohn- und Geschäftshaus |
| Bonifatiuskirchhof 15 (Karte) | Wohnhaus                      | | 094 81297          | Baudenkmal                   | Wohnhaus |
| Bonifatiuskirchhof 15a (Karte) | Wohn- und Geschäftshaus       | | 094 81296          | Baudenkmal                   | Wohn- und Geschäftshaus |
| Bonifatiuskirchhof 17, 18 (Karte) | Wohn- und Geschäftshaus       | | 094 81298          | Baudenkmal                   | Wohn- und Geschäftshaus |
| Bonifatiuskirchhof 19 (Karte) | Wohn- und Geschäftshaus       | | 094 81299          | Baudenkmal                   | Wohn- und Geschäftshaus |
| Bonifatiuskirchhof 20 (Karte) | Wohnhaus                      | | 094 81300          | Baudenkmal                   | Wohnhaus |
| Breite Straße 3 (Karte) | Geschäftshaus                 | Kaufhaus Max Quenzel | 094 80362          | Baudenkmal                   | Weitere Bilder |
| Breite Straße 9, Grundstück in der Südzeile der Straße, Hof zum Stephanikirchhof (Karte)                                                                                  | Wohn- und Geschäftshaus       | | 094 80363          | Baudenkmal                   | Wohn- und Geschäftshaus |
| Breite Straße 12, 13 (Karte) | Kaufhaus                      | Kaufhaus Conitzer & Co. | 094 80364          | Baudenkmal                   | Kaufhaus |
| Breite Straße 14 (Karte) | Wohn- und Geschäftshaus       | | 094 80365          | Baudenkmal                   | Wohn- und Geschäftshaus |
| Breite Straße 15 (Karte) | Wohn- und Geschäftshaus       | | 094 80366          | Baudenkmal                   | Wohn- und Geschäftshaus |
| Breite Straße 18 (Karte) | Wohn- und Geschäftshaus       | | 094 80367          | Baudenkmal                   | Wohn- und Geschäftshaus |
| Breite Straße 19 (Karte) | Wohn- und Geschäftshaus       | | 094 80368          | Baudenkmal                   | Wohn- und Geschäftshaus |
| Breite Straße 21 (Karte) | Wohn- und Geschäftshaus       | | 094 80369          | Baudenkmal                   | Wohn- und Geschäftshaus |
| Breite Straße 22 (Karte) | Verwaltungsgebäude            | | 094 80370          | Baudenkmal                   | Weitere Bilder |
| Breite Straße 25 (Karte) | Wohn- und Geschäftshaus       | | 094 95161          | Baudenkmal                   | Wohn- und Geschäftshaus |
| Breite Straße 26 (Karte) | Wohn- und Geschäftshaus       | | 094 80372          | Baudenkmal                   | Wohn- und Geschäftshaus |
| Breite Straße 27 (Karte) | Wohn- und Geschäftshaus       | | 094 80373          | Baudenkmal                   | Wohn- und Geschäftshaus |
| Breite Straße 28 (Karte) | Ackerbürgerhaus               | | 094 80374          | Baudenkmal                   | Ackerbürgerhaus |
| Breite Straße 29 (Karte) | Wohn- und Geschäftshaus       | | 094 80375          | Baudenkmal                   | Wohn- und Geschäftshaus |
| Breite Straße 30 (Karte) | Wohn- und Geschäftshaus       | | 094 03679          | Baudenkmal                   | Wohn- und Geschäftshaus |
| Breite Straße 33 (Karte) | Wohn- und Geschäftshaus       | | 094 80376          | Baudenkmal                   | Wohn- und Geschäftshaus |
| Breite Straße 35 (Karte) | Wohn- und Geschäftshaus       | | 094 80377          | Baudenkmal                   | Wohn- und Geschäftshaus |
| Breite Straße 39 (Karte) | Wohn- und Geschäftshaus       | | 094 80378          | Baudenkmal                   | Wohn- und Geschäftshaus |
| Breite Straße 41 (Karte) | Wohn- und Geschäftshaus       | | 094 03680          | Baudenkmal                   | Wohn- und Geschäftshaus |
| Breite Straße 41a (Karte) | Wohn- und Geschäftshaus       | Kaufhaus Crohn | 094 80379          | Baudenkmal                   | Wohn- und Geschäftshaus |
| Burgplatz 2 (Karte) | Schule                        | Burgschule | 094 80443          | Baudenkmal                   | Weitere Bilder |
| Burgplatz 3 (Karte) | Gefängnis                     | | 094 14458          | Baudenkmal                   | Weitere Bilder |
| Bäckerstieg 1, 3 (Karte) | Wohnhaus                      | | 094 80584          | Baudenkmal                   | Wohnhaus |
| Bäckerstieg 5 (Karte) | Wohnhaus                      | | 094 80585          | Baudenkmal                   | Wohnhaus |
| Bäckerstieg 23 (Karte) | Wohnhaus                      | | 094 80586          | Baudenkmal                   | Wohnhaus |
| Carl-von-Ossietzky-Platz 3 (Karte) | Wohnhaus                      | | 094 15523          | Baudenkmal                   | Wohnhaus |
| Douglasstraße 2a (Karte) | Villa                         | | 094 80444          | Baudenkmal                   | Villa |
| Douglasstraße 2b (Karte) | Wohnhaus                      | | 094 80445          | Baudenkmal                   | Wohnhaus |
| Douglasstraße 3 (Karte) | Villa                         | | 094 17185          | Baudenkmal                   | Villa |
| Douglasstraße 6 (Karte) | Villa                         | | 094 17184          | Baudenkmal                   | Villa |
| Dr.-Wilhelm-Feit-Straße 28 (Karte) | Bergwerk                      | Bergwerk Kaliwerk Schmidtmannshall Schacht I mit Verwaltungsgebäuden, Zentralwerkstatt, Kauengebäude, Kraftwerk, Fördermaschinenhaus, Lokschuppen, Kainitlagerschuppen und Salzspeicher | 094 97443          | Baudenkmal                   | Weitere Bilder |
| Dr.-Wilhelm-Feit-Straße 28 (Karte) | Bergwerk                      | Bergwerk Kaliwerk Schmidtmannshall Schacht I mit Verwaltungsgebäuden, Zentralwerkstatt, Kauengebäude, Kraftwerk, Fördermaschinenhaus, Lokschuppen, Kainitlagerschuppen und Salzspeicher | 094 97443          | Baudenkmal                   | Weitere Bilder |
| Dr.-Wilhelm-Feit-Straße 28 | Verwaltungsgebäude            | Verwaltungsgebäude | 094 97443 001      | Teilobjekt eines Baudenkmals | |
| Dr.-Wilhelm-Feit-Straße 28 | Werkstattgebäude              | Werkstattgebäude | 094 97443 002      | Teilobjekt eines Baudenkmals | |
| Dr.-Wilhelm-Feit-Straße 28 | Verwaltungsgebäude            | Verwaltungsgebäude | 094 97443 003      | Teilobjekt eines Baudenkmals | |
| Dr.-Wilhelm-Feit-Straße 28 | Kaue                          | Kaue | 094 97443 004      | Teilobjekt eines Baudenkmals | |
| Dr.-Wilhelm-Feit-Straße 28 | Kraftwerk                     | Kraftwerk | 094 97443 005      | Teilobjekt eines Baudenkmals | |
| Dr.-Wilhelm-Feit-Straße 28 | Förderanlage                  | Förderanlage | 094 97443 006      | Teilobjekt eines Baudenkmals | |
| Dr.-Wilhelm-Feit-Straße 28 | Lokschuppen                   | Lokschuppen | 094 97443 007      | Teilobjekt eines Baudenkmals | |
| Dr.-Wilhelm-Feit-Straße 28 | Lager                         | Lager | 094 97443 008      | Teilobjekt eines Baudenkmals | |
| Dr.-Wilhelm-Feit-Straße 28 | Speicher                      | Speicher | 094 97443 009      | Teilobjekt eines Baudenkmals | |
| Dr.-Wilhelm-Külz-Platz 10 Promenadenring (Karte) | Villa                         | Villa | 094 80349          | Baudenkmal                   | Weitere Bilder |
| Dr.-Wilhelm-Külz-Platz 11 (Karte) | Wohnhaus                      | | 094 80350          | Baudenkmal                   | Wohnhaus |
| Dr.-Wilhelm-Külz-Platz 13 (Karte) | Wohnhaus                      | | 094 80352          | Baudenkmal                   | Wohnhaus |
| Dr.-Wilhelm-Külz-Platz 16 (Karte) | Schule                        | Stephaneum Haus I, 1873 bis 1875 als Realschule errichtet, seit 1882 Realgymnasium. | 094 10160          | Baudenkmal                   | Weitere Bilder |
| Dr.-Wilhelm-Külz-Platz 17 (Karte) | Wohnhaus                      | | 094 14482          | Baudenkmal                   | Wohnhaus |
| Dr.-Wilhelm-Külz-Platz 26 (Karte) | Wohnhaus                      | | 094 80353          | Baudenkmal                   | Weitere Bilder |
| Dr.-Wilhelm-Külz-Platz 29 (Karte) | Wohnhaus                      | In den 1880er Jahren im neuklassizistischen Stil erbaut von W. Goebel für den Tuchfabrikanten J. Redemann, seit 1914 im Besitz der Familie Ramdohr bis 2016. Bis 1989 Sitz der Siebenten-Tags-Adventisten-Gemeinde. | 094 14479          | Baudenkmal                   | Weitere Bilder |
| Eislebener Straße 7a (Karte) | Krankenhaus                   | Städtisches Krankenhaus am Kirschberg | 094 03694          | Baudenkmal                   | Weitere Bilder |
| Ermslebener Straße 10 (Karte) | Villa                         | Graf-Douglas-Villa. Errichtet im 19. Jahrhundert von Gustav Douglas, der von 1832 bis 1856 Bürgermeister von Aschersleben war. Ab 1919 Umgestaltung von dem Arzt Karl Kuntzsch zu einer Frauenklinik. Zuletzt wurde das Haus als Jugendwerkhof und Jugendwohnheim genutzt. Nach Privatisierung Leerstand und Verfall. | 094 80588          | Baudenkmal                   | Weitere Bilder |
| Ermslebener Straße 24 (Karte) | Wohnhaus                      | | 094 80589          | Baudenkmal                   | Wohnhaus |
| Ermslebener Straße 26 (Karte) | Wohnhaus                      | | 094 80590          | Baudenkmal                   | Wohnhaus |
| Ermslebener Straße 28 (Karte) | Wohnhaus                      | | 094 17316          | Baudenkmal                   | Wohnhaus |
| Ermslebener Straße 30 (Karte) | Wohnhaus                      | | 094 80591          | Baudenkmal                   | Wohnhaus |
| Fleischhauerstraße 1 bis 4, (5), 19 bis 21 (Karte) | Straßenzug                    | | 094 80446          | Denkmalbereich               | Weitere Bilder |
| Fleischhauerstraße 4 (Karte) | Wohnhaus                      | | 094 80449          | Baudenkmal                   | Wohnhaus |
| Fleischhauerstraße 19 (Karte) | Gasthaus                      | | 094 80453          | Baudenkmal                   | Gasthaus |
| Fleischhauerstraße 20 (Karte) | Bürogebäude                   | sogenannte Realschule | 094 80454          | Baudenkmal                   | Bürogebäude |
| Fleischhauerstraße 20 (Karte) | Transformatorenstation        | Bau von Hans Heckner | 094 97568          | Baudenkmal                   | Transformatorenstation |
| Froser Straße 46 (Karte) | Villa                         | | 094 80904          | Baudenkmal                   | Villa |
| Georgstraße 3, 5, 7, 9, 11 (Karte) | Straßenzeile                  | | 094 80455          | Denkmalbereich               | Weitere Bilder |
| Geschwister-Scholl-Straße 65 (Karte) | Wohnhaus                      | | 094 80458          | Baudenkmal                   | Wohnhaus |
| Geschwister-Scholl-Straße 79 (Karte) | Pfarrhaus                     | | 094 80456          | Baudenkmal                   | Pfarrhaus |
| Gottfried-August-Bürger-Straße 2 (Karte) | Wohnhaus                      | | 094 80358          | Baudenkmal                   | Wohnhaus |
| Gottfried-August-Bürger-Straße 4 (Karte) | Wohnhaus                      | | 094 80359          | Baudenkmal                   | Wohnhaus |
| Gottfried-August-Bürger-Straße 6 (Karte) | Wohnhaus                      | | 094 80360          | Baudenkmal                   | Wohnhaus |
| Gottfried-August-Bürger-Straße Lindenstraße Parkstraße (Karte) | Park                          | Stadtpark, ehemaliger Friedhof | 094 80893          | Baudenkmal                   | Weitere Bilder |
| Großer Halken 2 (Karte) | Wohn- und Geschäftshaus       | Fachwerkhaus aus dem 16. Jahrhundert | 094 80461          | Baudenkmal                   | Weitere Bilder |
| Großer Halken 3 (Karte) | Wohn- und Geschäftshaus       | Wohn- und Geschäftshaus aus der Zeit um 1800 | 094 80462          | Baudenkmal                   | Wohn- und Geschäftshaus |
| Großer Halken 6 (Karte) | Wohnhaus                      | zweigeschossige Fachwerkwohnhaus | 094 80463          | Baudenkmal                   | Wohnhaus |
| Großer Halken 1 bis 7, (8) (Karte) | Großer Halken                 | Straßenzug | 094 80460          | Denkmalbereich               | Weitere Bilder |
| Halberstädter Straße, Lauestraße (Karte) | Transformatorenstation        | Bauwerk von Hans Heckner | 094 80928          | Baudenkmal                   | Transformatorenstation |
| Hecklinger Straße 1 (Karte) | Wohnhaus                      | | 094 80898          | Baudenkmal                   | Wohnhaus |
| Hecknerstraße 1 (Karte) | Wohn- und Geschäftshaus       | Bauwerk von Hans Heckner | 094 80333          | Baudenkmal                   | Wohn- und Geschäftshaus |
| Hecknerstraße 2 (Karte) | Wohn- und Geschäftshaus       | Haus von der Heyde, Bauwerk von Hans Heckner | 094 80334          | Baudenkmal                   | Wohn- und Geschäftshaus |
| Hecknerstraße 3 (Karte) | Wohn- und Geschäftshaus       | Haus Vollmer | 094 80335          | Baudenkmal                   | Wohn- und Geschäftshaus |
| Hecknerstraße 6 Herrenbreite 1 Eckbebauung zur Augustapromenade (Karte)                                                                                                   | Kulturhaus                    | Bestehornhaus, Volkshaus | 094 03695          | Baudenkmal                   | Weitere Bilder |
| Heinrichstraße (Karte) | Stellwerk                     | | 094 03647          | Baudenkmal                   | Weitere Bilder |
| Heinrichstraße 6a (Karte) | Fabrik                        | Ehemalige Fabrik Optima, heute Bildungszentrum Bestehornpark | 094 14462          | Baudenkmal                   | Weitere Bilder |
| Heinrichstraße 30 (Karte) | Wohnhaus                      | | 094 80915          | Baudenkmal                   | Wohnhaus |
| Heinrichstraße 71 (Karte) | Fabrik                        | Werkhalle und Bürogebäude der Fa. Robert Thieme Rohrleitungsbau, zwischen 1925 und 1938 durch Hans Heckner erbaut. Heutige Nutzung als Bauwirtschaftshof. | 094 96333          | Baudenkmal                   | Fabrik |
| Herrenbreite 3 (Karte) | Wohnhaus                      | | 094 80464          | Baudenkmal                   | Wohnhaus |
| Herrenbreite 4 (Karte) | Wohnhaus                      | | 094 80465          | Baudenkmal                   | Wohnhaus |
| Herrenbreite 9 (Karte) | Wohnhaus                      | | 094 80466          | Baudenkmal                   | Wohnhaus |
| Herrenbreite 11 (Karte) | Wohn- und Geschäftshaus       | | 094 80467          | Baudenkmal                   | Wohn- und Geschäftshaus |
| Herrenbreite 15 (Karte) | Wohnhaus                      | | 094 80468          | Baudenkmal                   | Wohnhaus |
| Herrenbreite 31 (Karte) | Wohn- und Geschäftshaus       | | 094 80469          | Baudenkmal                   | Wohn- und Geschäftshaus |
| Herrenbreite 32 (Karte) | Wohnhaus                      | | 094 80470          | Baudenkmal                   | Wohnhaus |
| Herrenbreite 33 (Karte) | Villa                         | | 094 80592          | Baudenkmal                   | Villa |
| Heynemannstraße 1 (Karte) | Villa                         | Villa Heynemann, errichtet nach Plänen von Hans Heckner. | 094 80471          | Baudenkmal                   | Villa |
| Heynemannstraße 4, 5 (Karte) | Wohnhaus                      | | 094 80472          | Baudenkmal                   | Wohnhaus |
| Heynemannstraße 6, 7 (Karte) | Wohnhaus                      | | 094 80473          | Baudenkmal                   | Wohnhaus |
| Hinter dem Turm 1 bis 9, 10-13 (Leerfläche), 14 bis 19(Leerfläche), 20 bis 24, 25(Leerfläche), 26 bis 33 (Karte)                                                          | Straßenzug                    | | 094 15532          | Denkmalbereich               | Weitere Bilder |
| Hinter dem Turm 6 (Karte) | Wohnhaus                      | | 094 80343          | Baudenkmal                   | Wohnhaus |
| Hinter dem Turm 8 (Karte) | Wohnhaus                      | | 094 03677          | Baudenkmal                   | Wohnhaus |
| Hinter dem Turm 20 (Karte) | Wohnhaus                      | | 094 80344          | Baudenkmal                   | Weitere Bilder |
| Hinter dem Turm 24 (Karte) | Wohn- und Geschäftshaus       | | 094 95159          | Baudenkmal                   | Weitere Bilder |
| Hinterbreite 2 (Karte) | Ackerbürgerhaus               | | 094 80341          | Baudenkmal                   | Ackerbürgerhaus |
| Hinterbreite 2, 3, 4, (5), (6) (7), 7 bis 11, 12/13, 14/15, 16, 17 Trafohäuschen (Karte)                                                                                  | Straßenzeile                  | | 094 80340          | Denkmalbereich               | Weitere Bilder |
| Hinterbreite 4 (Karte) | Wohnhaus                      | | 094 80342          | Baudenkmal                   | Wohnhaus |
| Hinterbreite 13, 14 (Karte) | Transformatorenstation        | Bau von Hans Heckner | 094 97569          | Baudenkmal                   | Transformatorenstation |
| Hohe Straße 1 bis 17, 17a, 18 bis 22, Tie 29 (Karte) | Straßenzug                    | | 094 80478          | Denkmalbereich               | Weitere Bilder |
| Hohe Straße 1 (Karte) | Wohn- und Geschäftshaus       | | 094 03681          | Baudenkmal                   | Weitere Bilder |
| Hohe Straße 4 (Karte) | Ackerbürgerhof                | | 094 03594          | Baudenkmal                   | Weitere Bilder |
| Hohe Straße 5 (Karte) | Wohn- und Geschäftshaus       | | 094 80479          | Baudenkmal                   | Wohn- und Geschäftshaus |
| Hohe Straße 6 (Karte) | Wohn- und Geschäftshaus       | | 094 95160          | Baudenkmal                   | Weitere Bilder |
| Hohe Straße 7 (Karte) | Wohnhaus                      | | 094 80480          | Baudenkmal                   | Weitere Bilder |
| Hohe Straße 9, 10 (Karte) | Wohn- und Geschäftshaus       | | 094 80481          | Baudenkmal                   | Weitere Bilder |
| Hohe Straße 13 (Karte) | Wohn- und Geschäftshaus       | | 094 80482          | Baudenkmal                   | Wohn- und Geschäftshaus |
| Hohe Straße 14 (Karte) | Ackerbürgerhof                | | 094 15506          | Baudenkmal                   | Ackerbürgerhof |
| Hohe Straße 15 (Karte) | Wohn- und Geschäftshaus       | | 094 80483          | Baudenkmal                   | Wohn- und Geschäftshaus |
| Hohe Straße 16 (Karte) | Wohn- und Geschäftshaus       | | 094 80484          | Baudenkmal                   | Wohn- und Geschäftshaus |
| Hohe Straße 17 (Karte) | Wohn- und Geschäftshaus       | | 094 80485          | Baudenkmal                   | Wohn- und Geschäftshaus |
| Hohe Straße 17a (Karte) | Wohnhaus                      | | 094 80486          | Baudenkmal                   | Wohnhaus |
| Hohe Straße 18 (Karte) | Wohn- und Geschäftshaus       | | 094 80487          | Baudenkmal                   | Wohn- und Geschäftshaus |
| Hohe Straße 19 (Karte) | Wohnhaus                      | | 094 80488          | Baudenkmal                   | Wohnhaus |
| Hohe Straße 20 (Karte) | Wohn- und Geschäftshaus       | | 094 80489          | Baudenkmal                   | Wohn- und Geschäftshaus |
| Hohe Straße 21 (Karte) | Wohn- und Geschäftshaus       | | 094 03683          | Baudenkmal                   | Weitere Bilder |
| Hohe Straße 22 (Karte) | Wohn- und Geschäftshaus       | | 094 03684          | Baudenkmal                   | Weitere Bilder |
| Holzmarkt (Karte) | Brunnen                       | | 094 04293          | Baudenkmal                   | Brunnen |
| Holzmarkt 1, 2, 4, Taubenstraße 7 (Karte) | Platz                         | | 094 80330          | Denkmalbereich               | Weitere Bilder |
| Holzmarkt 1 (Karte) | Wohnhaus                      | Wohnhaus, am 14. Juli 2016 als Denkmal ausgewiesen Das Gebäude wurde im Jahr 2019 saniert. |                    | Baudenkmal                   | Wohnhaus |
| Holzmarkt 2 (Karte) | Wohn- und Geschäftshaus       | | 094 80331          | Baudenkmal                   | Wohn- und Geschäftshaus |
| Hopfenmarkt 7 (Karte) | Wohnhaus                      | | 094 80491          | Baudenkmal                   | Wohnhaus |
| Hopfenmarkt 13 (Karte) | Wohnhaus                      | | 094 95396          | Baudenkmal                   | Wohnhaus |
| Hopfenmarkt 15 (Karte) | Wohnhaus                      | | 094 80493          | Baudenkmal                   | Wohnhaus |
| Hopfenmarkt 19 (Karte) | Wohnhaus                      | | 094 14457          | Baudenkmal                   | Wohnhaus |
| Hopfenmarkt 20 (Karte) | Wohnhaus                      | barockes, mit Mansarddach bedecktes Wohnhaus aus dem 18. Jahrhundert. Zwischen 2016 und 2017 saniert. | 094 80495          | Baudenkmal                   | Weitere Bilder |
| Hopfenmarkt 25 (Karte) | Wohnhaus                      | | 094 80496          | Baudenkmal                   | Wohnhaus |
| Im Busch 49 (Karte) | Mühle                         | Buschmühle | 094 80886          | Baudenkmal                   | Mühle |
| Johannisplatz 8 (Karte) | Wohn- und Geschäftshaus       | | 094 80593          | Baudenkmal                   | Wohn- und Geschäftshaus |
| Johannisplatz 11 (Karte) | Wohnhaus                      | | 094 80594          | Baudenkmal                   | Wohnhaus |
| Johannispromenade 2 (Karte) | Wohn- und Geschäftshaus       | | 094 80497          | Baudenkmal                   | Wohn- und Geschäftshaus |
| Johannispromenade 3 (Karte) | Wohn- und Bürohaus            | | 094 80498          | Baudenkmal                   | Weitere Bilder |
| Johannispromenade 41 (Karte) | Wohnhaus                      | | 094 80890          | Baudenkmal                   | Wohnhaus |
| Johannispromenade 43 (Karte) | Wohnhaus                      | | 094 80889          | Baudenkmal                   | Wohnhaus |
| Jüdendorf 12 (Karte) | Synagoge                      | Reste der ehemaligen Synagoge im Hof des Hauses Nr. 12 Nähe Stumpfer Turm | 094 03551          | Baudenkmal                   | Synagoge |
| Jüdendorf 10a (Karte) | Wohnhaus                      | | 094 80499          | Baudenkmal                   | Wohnhaus |
| Jüdendorf 12 (Karte) | Wohnhaus                      | | 094 96600          | Baudenkmal                   | Wohnhaus |
| Kiethof 1 bis 13 (Karte) | Straßenzug                    | | 094 80500          | Denkmalbereich               | Weitere Bilder |
| Klopstockstraße 24, 26, 28, 30, 32, 34 (Karte) | Straßenzeile                  | | 094 80899          | Denkmalbereich               | Weitere Bilder |
| Klosterhof 5 (Karte) | Wohnhaus                      | | 094 80505          | Baudenkmal                   | Wohnhaus |
| Klosterhof 2, 3, 4 (Karte) | Platz                         | | 094 80504          | Denkmalbereich               | Weitere Bilder |
| Kreuzstraße 12 (Karte) | Wohnhaus                      | | 094 80913          | Baudenkmal                   | Wohnhaus |
| Kreuzstraße 14 (Karte) | Wohnhaus                      | | 094 80914          | Baudenkmal                   | Wohnhaus |
| Krügerbrücke 1 bis 13 (Karte) | Straßenzug                    | | 094 15525          | Denkmalbereich               | Weitere Bilder |
| Krügerbrücke 6 (Karte) | Wohn- und Geschäftshaus       | | 094 80329          | Baudenkmal                   | Wohn- und Geschäftshaus |
| Krügerbrücke 11 (Karte) | Wohn- und Geschäftshaus       | | 094 80328          | Baudenkmal                   | Wohn- und Geschäftshaus |
| Kurze Straße 1 (Karte) | Wohn- und Geschäftshaus       | | 094 80506          | Baudenkmal                   | Wohn- und Geschäftshaus |
| Kurze Straße 3 (Karte) | Wohn- und Geschäftshaus       | | 094 80507          | Baudenkmal                   | Wohn- und Geschäftshaus |
| Körtestraße 14 (Karte) | Wohnhaus                      | | 094 80882          | Baudenkmal                   | Wohnhaus |
| Lange Reihe 1 (Karte) | Wohnhaus                      | | 094 80508          | Baudenkmal                   | Wohnhaus |
| Lange Reihe 3 (Karte) | Ackerbürgerhaus               | | 094 80509          | Baudenkmal                   | Ackerbürgerhaus |
| Lange Reihe 15 (Karte) | Wohnhaus                      | | 094 80510          | Baudenkmal                   | Wohnhaus |
| Lange Reihe 23 (Karte) | Wohnhaus                      | | 094 80476          | Baudenkmal                   | Wohnhaus |
| Lange Reihe 23 (Karte) | Zollhaus                      | Gasthaus Zum Zoll | 094 03691          | Baudenkmal                   | Zollhaus |
| Lange Reihe 29 (Karte) | Wohnhaus                      | | 094 80511          | Baudenkmal                   | Wohnhaus |
| Lange Reihe 40 (Karte) | Wohn- und Geschäftshaus       | | 094 80512          | Baudenkmal                   | Wohn- und Geschäftshaus |
| Lange Reihe 44 (Karte) | Wohnhaus                      | | 094 80513          | Baudenkmal                   | Wohnhaus |
| Lange Reihe 45 (Karte) | Wohnhaus                      | | 094 80514          | Baudenkmal                   | Wohnhaus |
| Lange Reihe 46 (Karte) | Wohnhaus                      | | 094 15522          | Baudenkmal                   | Wohnhaus |
| Leopoldstraße 1 bis 4 (Karte) | Häusergruppe                  | | 094 80908          | Denkmalbereich               | Weitere Bilder |
| Liebenwahnscher Plan 9 bis 12 (Karte) | Straßenzeile                  | | 094 80515          | Denkmalbereich               | Weitere Bilder |
| Lindenstraße Ecke Schierstedter Straße (Karte) | Transformatorenstation        | | 094 97566          | Baudenkmal                   | Transformatorenstation |
| Lindenstraße 1 (Karte) | Wohnhaus                      | | 094 80870          | Baudenkmal                   | Wohnhaus |
| Lindenstraße 3 (Karte) | Pavillon                      | Blumenpavillon | 094 15528          | Baudenkmal                   | Pavillon |
| Lindenstraße 22 (Karte) | Wohnhaus                      | | 094 80871          | Baudenkmal                   | Wohnhaus |
| Lindenstraße 24 (Karte) | Wohnhaus                      | | 094 14484          | Baudenkmal                   | Wohnhaus |
| Lindenstraße 25 (Karte) | Wohnhaus Lindenstraße 25      | dreigeschossiges Wohnhaus aus der Zeit um 1900 mit Formen des Jugendstils | 094 03709          | Baudenkmal                   | Wohnhaus Lindenstraße 25 |
| Lindenstraße 26 (Karte) | Wohnhaus                      | | 094 03711          | Baudenkmal                   | Wohnhaus |
| Lindenstraße 27 (Karte) | Wohn- und Geschäftshaus       | | 094 81075          | Baudenkmal                   | Wohn- und Geschäftshaus |
| Lindenstraße 27 Worthstraße 1, 3, 5, 7, 9, 11, 13, 15, 17 (Karte) | Straßenzeile                  | | 094 80917          | Denkmalbereich               | Weitere Bilder |
| Lindenstraße 28 (Karte) | Ackerbürgerhof                | | 094 80347          | Baudenkmal                   | Ackerbürgerhof |
| Lindenstraße 36 Nordzeile der Lindenstraße (Karte) | Wohnhaus                      | | 094 15529          | Baudenkmal                   | Wohnhaus |
| Lindenstraße 39 (Karte) | Wohnhaus                      | | 094 80872          | Baudenkmal                   | Wohnhaus |
| Lindenstraße 41 (Karte) | Fabrik                        | Saatzuchtfirma von Friedrich Albert Drosihn und Gustav Jaensch, Sitz der 1909 gegründeten Terra AG, sodann Saatgutfabrik Gustav Jaentsch & Co | 094 81071          | Baudenkmal                   | Fabrik |
| Lindenstraße 41 (Karte) | Wohnhaus                      | | 094 80873          | Baudenkmal                   | Wohnhaus |
| Lindenstraße 49 (Karte) | Wohnhaus                      | | 094 80874          | Baudenkmal                   | Wohnhaus |
| Lindenstraße 49 (Karte) | Kreuz                         | | 094 95729          | Kleindenkmal                 | Kreuz |
| Lindenstraße 51 (Karte) | Wohnhaus                      | | 094 80875          | Baudenkmal                   | Wohnhaus |
| Lindenstraße 53 (Karte) | Villa                         | | 094 80876          | Baudenkmal                   | Villa |
| Lindenstraße 55 (Karte) | Villa                         | | 094 80878          | Baudenkmal                   | Villa |
| Lindenstraße 57 (Karte) | Villa                         | | 094 80879          | Baudenkmal                   | Villa |
| Lindenstraße 59 (Karte) | Villa                         | | 094 80880          | Baudenkmal                   | Villa |
| Lindenstraße 60 (Karte) | Villa                         | | 094 80877          | Baudenkmal                   | Villa |
| Lindenstraße 73 (Karte) | Mühle                         | Kreuzmühle | 094 03644          | Baudenkmal                   | Mühle |
| Magdeburger Chaussee (Karte) | Bahnbetriebswerk              | Bahnbetriebswerk mit Drehscheibe und Wasserturm | 094 03643          | Baudenkmal                   | Weitere Bilder |
| Magdeburger Chaussee 24 Abzweig der Wilsleber Straße (Karte) | Verwaltungsgebäude            | Kontorgebäude | 094 97437          | Baudenkmal                   | Verwaltungsgebäude |
| Magdeburger Straße 6 (Karte) | Wohnhaus                      | | 094 80516          | Baudenkmal                   | Wohnhaus |
| Magdeburger Straße 7 (Karte) | Sägewerk                      | Gattersäge | 094 03648          | Baudenkmal                   | BW |
| Magdeburger Straße 8 (Karte) | Wohnhaus                      | | 094 80517          | Baudenkmal                   | Wohnhaus |
| Magdeburger Straße 10 (Karte) | Kirche                        | Ehemalige kath. Kirche St. Michael, 1863 geweiht, seit 1979 Michaelshaus. | 094 80518          | Baudenkmal                   | Weitere Bilder |
| Magdeburger Straße 12 (Karte) | Wohnhaus                      | | 094 80519          | Baudenkmal                   | Wohnhaus |
| Magdeburger Straße 14 (Karte) | Wohnhaus                      | | 094 80520          | Baudenkmal                   | Wohnhaus |
| Magdeburger Straße 22, 22a, 24, 24a, 26 Areal zwischen Magdeburger Straße und Langer Reihe (Karte)                                                                        | Fabrik                        | Fabrik Billeter & Klunz | 094 80521          | Baudenkmal                   | Fabrik |
| Margarethenkirchhof (Karte) | Kirche                        | Margarethenkirche, Neustädter Kirche | 094 03685          | Baudenkmal                   | Weitere Bilder |
| Margarethenkirchhof 2, 3, 5 bis 9 (Karte) | Platz                         | | 094 80522          | Denkmalbereich               | Weitere Bilder |
| Markt (Karte) | Brunnen                       | Hennebrunnen | 094 80523          | Baudenkmal                   | Weitere Bilder |
| Markt 1 bis 28 (Karte) | Marktplatz                    | | 094 90007          | Denkmalbereich               | Weitere Bilder |
| Markt 1 (Karte) | Rathaus                       | | 094 17285          | Baudenkmal                   | Weitere Bilder |
| Markt 2 (Karte) | Wohn- und Geschäftshaus       | Krugmannsches Haus, zwischenzeitlich Schnocksches Haus | 094 90009          | Baudenkmal                   | Weitere Bilder |
| Markt 6 (Karte) | Wohn- und Geschäftshaus       | | 094 90010          | Baudenkmal                   | Wohn- und Geschäftshaus |
| Markt 7 (Karte) | Wohn- und Geschäftshaus       | | 094 90076          | Baudenkmal                   | Wohn- und Geschäftshaus |
| Markt 8 (Karte) | Wohn- und Geschäftshaus       | Wohnhaus mit Krügerscher Apotheke | 094 90077          | Baudenkmal                   | Weitere Bilder |
| Markt 9, 10 (Karte) | Wohn- und Geschäftshaus       | | 094 90078          | Baudenkmal                   | Wohn- und Geschäftshaus |
| Markt 11 (Karte) | Wohn- und Geschäftshaus       | | 094 90079          | Baudenkmal                   | Wohn- und Geschäftshaus |
| Markt 14 (Karte) | Wohn- und Geschäftshaus       | | 094 90080          | Baudenkmal                   | Wohn- und Geschäftshaus |
| Markt 17, 18 (Karte) | Wohn- und Geschäftshaus       | Kaufhaus Rahmlow und Kressmann | 094 80348          | Baudenkmal                   | Wohn- und Geschäftshaus |
| Markt 19 (Karte) | Kirche                        | Marktkirche, Heilig-Kreuz-Kirche | 094 03667          | Baudenkmal                   | Weitere Bilder |
| Markt 20 (Karte) | Kino                          | Erbaut 1930 durch Carl Fugmann. A.M.-Palast (bis 1942), derzeit Filmpalast. A.M. stand für den Besitzer Artur Mest. | 094 90082          | Baudenkmal                   | Weitere Bilder |
| Markt 21 (Karte) | Museum                        | Ehemals als Logenhaus der Freimaurer errichtet, seit 1995 Museum der Stadt Aschersleben. | 094 10022          | Baudenkmal                   | Weitere Bilder |
| Markt 22 (Karte) | Ackerbürgerhof                | | 094 81174          | Baudenkmal                   | Weitere Bilder |
| Markt 25 (Karte) | Wohn- und Geschäftshaus       | | 094 90083          | Baudenkmal                   | Weitere Bilder |
| Markt 26 (Karte) | Wohn- und Geschäftshaus       | | 094 90084          | Baudenkmal                   | Weitere Bilder |
| Markt 27 (Karte) | Wohn- und Geschäftshaus       | Birnstilhaus | 094 90085          | Baudenkmal                   | Wohn- und Geschäftshaus |
| Markt 28 (Karte) | Pfarrhaus                     | | 094 90086          | Baudenkmal                   | Weitere Bilder |
| Mauerstraße 3 (Karte) | Wohnhaus                      | | 094 90073          | Baudenkmal                   | Wohnhaus |
| Mauerstraße 1 bis 8, (9), (10), (11), 12 bis 15, 16 Weinberg 7 (Karte) | Straßenzeile                  | | 094 17284          | Denkmalbereich               | Weitere Bilder |
| Mehringer Landstraße (Karte) | Sühnekreuz                    | Zwei Sühnekreuze | 094 95730          | Kleindenkmal                 | Weitere Bilder |
| Neue Straße 4 (Karte) | Wohnhaus                      | | 094 80524          | Baudenkmal                   | Wohnhaus |
| Oberstraße 38 Marienplatz (Karte) | Kapelle                       | Johanneskapelle | 094 80902          | Baudenkmal                   | Weitere Bilder |
| Oberstraße 50 (Karte) | Supermarkt                    | Die Quelle | 094 95384          | Baudenkmal                   | Weitere Bilder |
| Oststraße (Karte) | Wasserturm                    | | 094 80895          | Baudenkmal                   | Weitere Bilder |
| Pfeilergraben 2 (Karte) | Villa                         | | 094 80924          | Baudenkmal                   | Villa |
| Prof.-Dr.-Walter-Friedrich-Straße 25 (Karte) | Wohnhaus                      | | 094 80910          | Baudenkmal                   | Wohnhaus |
| Prof.-Dr.-Walter-Friedrich-Straße 32, 32a (Karte) | Wohnhaus                      | | 094 15690          | Baudenkmal                   | Wohnhaus |
| Prof.-Dr.-Walter-Friedrich-Straße 33, 35 (Karte) | Häusergruppe                  | | 094 15689          | Denkmalbereich               | Häusergruppe |
| Prof.-Dr.-Walter-Friedrich-Straße 34, 34a, 34b (Karte) | Wohnhaus                      | | 094 15691          | Baudenkmal                   | Wohnhaus |
| Prof.-Dr.-Walter-Friedrich-Straße 36, 36a (Karte) | Wohnhaus                      | | 094 15692          | Baudenkmal                   | Wohnhaus |
| Prof.-Dr.-Walter-Friedrich-Straße 38, 38a (Karte) | Wohnhaus                      | | 094 15693          | Baudenkmal                   | Wohnhaus |
| Prof.-Dr.-Walter-Friedrich-Straße 53 (Karte) | Wohnhaus                      | | 094 80912          | Baudenkmal                   | Wohnhaus |
| Ramdohrstraße 33, 35, 37, 37a (Karte) | Straßenzeile                  | | 094 80525          | Denkmalbereich               | Straßenzeile |
| Ritterstraße 1 bis 5, 17, (18), 19 bis 21 (Karte) | Straßenzug                    | | 094 80526          | Denkmalbereich               | Weitere Bilder |
| Ritterstraße 1 (Karte) | Wohnhaus                      | | 094 80527          | Baudenkmal                   | Wohnhaus |
| Ritterstraße 2 (Karte) | Wohnhaus                      | | 094 80528          | Baudenkmal                   | Wohnhaus |
| Ritterstraße 3 (Karte) | Speicher                      | | 094 80529          | Baudenkmal                   | Speicher |
| Ritterstraße 4 (Karte) | Wohnhaus                      | | 094 80530          | Baudenkmal                   | Wohnhaus |
| Ritterstraße 19 (Karte) | Wohnhaus                      | | 094 80536          | Baudenkmal                   | Wohnhaus |
| Schmidtmannstraße 35 (Karte) | Friedhof                      | jüdischer Friedhof | 094 03552          | Baudenkmal                   | Weitere Bilder |
| Schmidtmannstraße Stadtfriedhof (Karte) | Friedhof                      | Friedhof Städtischer Friedhof mit Sowjetischem Ehrenfriedhof | 094 80883          | Baudenkmal                   | Weitere Bilder |
| Schmidtmannstraße, Friedhof | Gedenkstätte                  | Gedenkstätte | 094 80883 001      | Teilobjekt eines Baudenkmals | |
| Schmidtmannstraße Stadtfriedhof (Karte) | Bestehorngrabmal              | Grabmal | 094 04295          | Baudenkmal                   | Weitere Bilder |
| Schmidtmannstraße 80 (X) (Karte) | Villa Schmidtmannstraße 80    | Villa in der Zeit um 1885 auf unregelmäßigem Grundriss errichtete Gründerzeitvilla mit Turm, Erker, Balkonen und Ziergiebel | 094 17179          | Baudenkmal                   | Villa Schmidtmannstraße 80 |
| Schmidtmannstraße 82 (Karte) | Villa                         | | 094 17178          | Baudenkmal                   | Villa |
| Schuhstieg (1), (2), (3), (4), (5), 6 bis 10, (11), (12), (13), (14) (Karte)                                                                                              | Straßenzug                    | | 094 80540          | Denkmalbereich               | Weitere Bilder |
| Schuhstieg 8 (Karte) | Wohnhaus                      | | 094 14451          | Baudenkmal                   | Weitere Bilder |
| Schuhstieg 10 (Karte) | Wohnhaus                      | | 094 80542          | Baudenkmal                   | Weitere Bilder |
| Magdeburger Chaussee 4 (Schwarzer Weg) (Karte) | Schmiede                      | Ehemalige Schmiede, nach Umbauten keine Denkmaleigenschaft mehr. Heutige Adresse Magdeburger Chaussee 4. | 094 97439          | Baudenkmal                   | Schmiede |
| Seegraben 4 (Karte) | Altenheim                     | Seniorenheim, 2015: Vital Pflegeteam | 094 80543          | Baudenkmal                   | Altenheim |
| Staßfurter Höhe 30 (Karte) | Schule                        | Schule Staßfurter Höhe mit Turnhalle | 094 80901          | Baudenkmal                   | Weitere Bilder |
| Staßfurter Höhe 30 | Turnhalle                     | Turnhalle | 094 80901 001      | Teilobjekt eines Baudenkmals | |
| Staßfurter Höhe 30 (Karte) | Transformatorenstation        | Transformatorenstation | 094 97570          | Baudenkmal                   | Transformatorenstation |
| Steinbrücke 27 (Karte) | Wohnhaus                      | Albert Thiemann Baugeschäft | 094 96334          | Baudenkmal                   | Wohnhaus |
| Stephanikirchhof (Karte) | Kirche                        | Stadtkirche St. Stephani | 094 03674          | Baudenkmal                   | Weitere Bilder |
| Stephanikirchhof 1 bis 4 (Leerfläche), 5 bis 16 – 17(Leerfläche), 18 bis 21 (Karte)                                                                                       | Platz                         | | 094 80544          | Denkmalbereich               | Weitere Bilder |
| Stephanikirchhof 5 (Karte) | Wohnhaus                      | | 094 03540          | Baudenkmal                   | Weitere Bilder |
| Stephanikirchhof 7 (Karte) | Schule                        | Altes Stephaneum | 094 03590          | Baudenkmal                   | Weitere Bilder |
| Stephanikirchhof 8 (Karte) | Wohnhaus                      | | 094 17183          | Baudenkmal                   | Weitere Bilder |
| Stephanikirchhof 9 (Karte) | Wohn- und Bürohaus            | | 094 80545          | Baudenkmal                   | Weitere Bilder |
| Stephanikirchhof 10 (Karte) | Wohnhaus                      | | 094 80546          | Baudenkmal                   | Wohnhaus |
| Stephanikirchhof 11 (Karte) | Wohnhaus                      | | 094 80547          | Baudenkmal                   | Wohnhaus |
| Stephanikirchhof 12 (Karte) | Wohn- und Geschäftshaus       | | 094 80548          | Baudenkmal                   | Wohn- und Geschäftshaus |
| Stephanikirchhof 14 (Karte) | Wohnhaus                      | | 094 80549          | Baudenkmal                   | Wohnhaus |
| Stephanikirchhof 19 Scharren (Karte) | Wohn- und Geschäftshaus       | Scharren | 094 03675          | Baudenkmal                   | Weitere Bilder |
| Stephanikirchhof 20 Scharren (Karte) | Wohnhaus                      | | 094 80550          | Baudenkmal                   | Weitere Bilder |
| Taubenstraße 6 (Karte) | Wohn- und Geschäftshaus       | | 094 80325          | Baudenkmal                   | Wohn- und Geschäftshaus |
| Taubenstraße 8 (Karte) | Wohn- und Geschäftshaus       | | 094 80326          | Baudenkmal                   | Wohn- und Geschäftshaus |
| Taubenstraße 11 (Karte) | Wohn- und Geschäftshaus       | | 094 80327          | Baudenkmal                   | Wohn- und Geschäftshaus |
| Thomas-Mann-Straße 2 (Karte) | Wohnhaus                      | | 094 80595          | Baudenkmal                   | Wohnhaus |
| Thomas-Mann-Straße 5 (Karte) | Wohnhaus                      | | 094 80596          | Baudenkmal                   | Wohnhaus |
| Thomas-Mann-Straße 8 (Karte) | Wohnhaus                      | | 094 80597          | Baudenkmal                   | Wohnhaus |
| Tie 1 bis 4, 20 bis 22, 22a, 23 bis 29 (Karte) | Straßenzug                    | | 094 90001          | Denkmalbereich               | Weitere Bilder |
| Tie 22 (Karte) | Wohn- und Geschäftshaus       | Goldene Sonne | 094 90002          | Baudenkmal                   | Weitere Bilder |
| Tie 23 (Karte) | Wohn- und Geschäftshaus       | | 094 90003          | Baudenkmal                   | Weitere Bilder |
| Tie 25 (Karte) | Hotel                         | | 094 90004          | Baudenkmal                   | Weitere Bilder |
| Tie 26 (Karte) | Ackerbürgerhaus               | Grüner Baum | 094 90005          | Baudenkmal                   | Weitere Bilder |
| Tie 29 (Karte) | Wohn- und Geschäftshaus       | | 094 90006          | Baudenkmal                   | Weitere Bilder |
| Unter der alten Burg 1 (Karte) | Mühle                         | Schulmühle | 094 81072          | Baudenkmal                   | Mühle |
| Vogelgesang 10, 12, 14, 16, 18, 20, 22 (Karte) | Straßenzeile                  | | 094 80604          | Denkmalbereich               | Weitere Bilder |
| Vogelgesang 20 (Karte) | Wohnhaus                      | | 094 80605          | Baudenkmal                   | Wohnhaus |
| Vogelgesang 22 (Karte) | Wohnhaus                      | | 094 80606          | Baudenkmal                   | Wohnhaus |
| Vogelgesang 27 (Karte) | Wohnhaus                      | | 094 14447          | Baudenkmal                   | Wohnhaus |
| Vogelgesang 29 (Karte) | Wohnhaus                      | | 094 14435          | Baudenkmal                   | Wohnhaus |
| Vogelgesang 49 (Karte) | Gartenhaus                    | | 094 80607          | Baudenkmal                   | Gartenhaus |
| Vor dem Johannistor 1, 3, 5, 7, 9, 11, 13, 15, 17, 19, 21, 23 (Karte) | Straßenzeile                  | | 094 80569          | Denkmalbereich               | Weitere Bilder |
| Vor dem Johannistor 9 (Karte) | Wohn- und Geschäftshaus       | | 094 80891          | Baudenkmal                   | Wohn- und Geschäftshaus |
| Vor dem Johannistor 23 (Karte) | Wohn- und Geschäftshaus       | | 094 80892          | Baudenkmal                   | Wohn- und Geschäftshaus |
| Vor dem Steintor 3 (Karte) | Ackerbürgerhof                | | 094 80570          | Baudenkmal                   | Weitere Bilder |
| Vor dem Steintor 11 (Karte) | Wohnhaus                      | | 094 80571          | Baudenkmal                   | Wohnhaus |
| Vor dem Steintor 15 (Karte) | Wohnhaus                      | Gebäude existiert nicht mehr. | 094 80572          | Baudenkmal                   | BW |
| Vor dem Steintor 16 (Karte) | Wohnhaus                      | | 094 80573          | Baudenkmal                   | Wohnhaus |
| Vor dem Wassertor 6 (Karte) | Wohnhaus                      | villenartiges Wohnhaus im Stil der Neorenaissance von 1894 | 094 80575          | Baudenkmal                   | Weitere Bilder |
| Vor dem Wassertor 18, 19, 20 (Karte) | Ackerbürgerhof                | | 094 80576          | Baudenkmal                   | Ackerbürgerhof |
| Vor dem Wassertor 33 (Karte) | Wohnhaus                      | | 094 80577          | Baudenkmal                   | BW |
| Vor dem Wassertor 36, 37 (Karte) | Wohnhaus                      | | 094 80578          | Baudenkmal                   | Wohnhaus |
| Vor dem Wassertor 39 (Karte) | Hospital                      | Elisabethhospital | 094 80579          | Baudenkmal                   | Weitere Bilder |
| Vor dem Wassertor 40 (Karte) | Wohn- und Geschäftshaus       | | 094 14476          | Baudenkmal                   | Weitere Bilder |
| Vor dem hohen Tor (Karte) | Brunnen                       | Kuntzebrunnen | 094 04294          | Baudenkmal                   | Weitere Bilder |
| Vor dem hohen Tor 3 (Karte) | Wohnhaus                      | | 094 80568          | Baudenkmal                   | Wohnhaus |
| Vor dem hohen Tor 4 (Karte) | Wohn- und Geschäftshaus       | Schlosserei Otto Vogel | 094 97446          | Baudenkmal                   | Wohn- und Geschäftshaus |
| Vorderbreite 9 bis 15 (Baulücke), 16 bis 28 (Karte) | Straßenzeile                  | | 094 80337          | Denkmalbereich               | Weitere Bilder |
| Vorderbreite 12 (Karte) | Ackerbürgerhaus               | | 094 80338          | Baudenkmal                   | Ackerbürgerhaus |
| Vorderbreite 28 (Karte) | Wohn- und Geschäftshaus       | | 094 80339          | Baudenkmal                   | Wohn- und Geschäftshaus |
| Wasserplan 1 (Baulücke), 2 bis 4, 4a, 4b, 5, 5a, 5b, 6 bis 8, 9/10 (Lücke), 11 bis 17 Westdorfer Straße 26 (Karte)                                                        | Straßenzug                    | | 094 80580          | Denkmalbereich               | Weitere Bilder |
| Weinberg 7 (Karte) | Wohnhaus                      | | 094 90072          | Baudenkmal                   | Wohnhaus |
| Weinberg 13 (Karte) | Wohn- und Geschäftshaus       | | 094 80582          | Baudenkmal                   | Wohn- und Geschäftshaus |
| Weststraße 12 (Karte) | Speicher                      | | 094 80930          | Baudenkmal                   | Speicher |
| Weststraße 14 bis 20 (Karte) | Fabrik                        | | 094 80903          | Baudenkmal                   | Fabrik |
| Weststraße 23, 24, 25 (Karte) | Transformatorenstation        | | 094 97571          | Baudenkmal                   | Transformatorenstation |
| Wilhelmstraße 11 (Karte) | Wohn- und Geschäftshaus       | | 094 80925          | Baudenkmal                   | Wohn- und Geschäftshaus |
| Wilhelmstraße 4, 5 (Karte) | Wohnhaus                      | | 094 80926          | Baudenkmal                   | Wohnhaus |
| Wilslebener Straße Auf dem Gelände WEMA-Werk III | Ehrenmal                      | | 094 95372          | Baudenkmal                   | |
| Wilslebener Straße Auf dem Platz der Verwaltung des WEMA-Werkes III Ernst-Schiess-Straße 1 (Karte)                                                                        | Hobelmaschine                 | Säulenständerhobelmaschine von Billeter & Klunz | 094 03642          | Baudenkmal                   | [[Vorlage:Bilderwunsch/code!/C:51.77138,11.447564!/D:Wilslebener Straße Auf dem Platz der Verwaltung des WEMA-Werkes III Ernst-Schiess-Straße 1,!/\|BW]] |
| Wilslebener Straße 6, 7 (Karte) | Maschinenhaus                 | Förderhaus und Maschinenzentrale der Kalischächte „Askania“ und „Winningen“ | 094 80881          | Baudenkmal                   | Maschinenhaus |
| Worthstraße 3 (Karte) | Wohnhaus                      | | 094 03706          | Baudenkmal                   | Wohnhaus |
| Worthstraße 5 (Karte) | Wohnhaus                      | | 094 80918          | Baudenkmal                   | Wohnhaus |
| Worthstraße 7 (Karte) | Wohnhaus                      | | 094 80919          | Baudenkmal                   | Wohnhaus |
| Worthstraße 13 (Karte) | Wohnhaus                      | | 094 80921          | Baudenkmal                   | Wohnhaus |
| Worthstraße 15 (Karte) | Wohnhaus                      | | 094 80922          | Baudenkmal                   | Wohnhaus |
| Worthstraße 17 (Karte) | Wohnhaus                      | | 094 80923          | Baudenkmal                   | Wohnhaus |
| Worthstraße 22 (Karte) | Wohnhaus                      | | 094 03708          | Baudenkmal                   | Wohnhaus |
| Zippelmarkt 9 (Karte) | Bauernhof                     | | 094 15687          | Baudenkmal                   | BW |
| Zollberg 1 (Karte) | Pfarrhaus                     | Pfarrhaus der Gemeinde St. Margarethen | 094 80900          | Baudenkmal                   | Pfarrhaus |
| Zollberg 16 (Karte) | Wohnhaus                      | | 094 80609          | Baudenkmal                   | Wohnhaus |
| Zollberg 4, 6, 8, 10 (Karte) | Bauernhof                     | | 094 80608          | Baudenkmal                   | Bauernhof |
| Über dem Wasser (1), (2), 3 bis 7, (8), (9), 10 bis 12, (13), 14 bis 16, (17), (18), 19 bis 23, (24), (25), (26), (27), (28), 29, 30, (31), 32 bis 37 (Karte)             | Straßenzug                    | | 094 15505          | Denkmalbereich               | Weitere Bilder |
| Über dem Wasser 4 (Karte) | Wohnhaus                      | | 094 80552          | Baudenkmal                   | Weitere Bilder |
| Über dem Wasser 5 (Karte) | Gasthaus                      | Gaststätte Jägerheim | 094 80553          | Baudenkmal                   | Weitere Bilder |
| Über dem Wasser 6 (Karte) | Ackerbürgerhaus               | | 094 80554          | Baudenkmal                   | Weitere Bilder |
| Über dem Wasser 7 (Karte) | Wohn- und Geschäftshaus       | | 094 80555          | Baudenkmal                   | Weitere Bilder |
| Über dem Wasser 11 (Karte) | Wohnhaus                      | | 094 80556          | Baudenkmal                   | Weitere Bilder |
| Über dem Wasser 14 (Karte) | Wohnhaus                      | | 094 14473          | Baudenkmal                   | Weitere Bilder |
| Über dem Wasser 22 (Karte) | Mühle                         | Alte Walkmühle, auch Ratsmühle oder Wassertormühle genannt | 094 03676          | Baudenkmal                   | Weitere Bilder |
| Über dem Wasser 29, 30 Nordostseite des Grundstücks, entlang des Eine-Ufers (Karte)                                                                                       | Speicher                      | | 094 95395          | Baudenkmal                   | Speicher |
| Über dem Wasser 32 (Karte) | Ackerbürgerhaus               | | 094 80558          | Baudenkmal                   | Weitere Bilder |
| Über den Brücken 3 (Karte) | Wohnhaus                      | | 094 80599          | Baudenkmal                   | Wohnhaus |
| Über den Steinen 1 bis 4, 5a, 5b, 6, (7), 8 bis 11, (12), 13 bis 15, (16), (17), (18), (19), (20), (21), 22, (23), 24 bis 37 (Karte)                                      | Straßenzug                    | | 094 80645          | Denkmalbereich               | Weitere Bilder |
| Über den Steinen 1 (Karte) | Wohn- und Geschäftshaus       | | 094 80559          | Baudenkmal                   | Wohn- und Geschäftshaus |
| Über den Steinen 5a (Karte) | Gasthaus                      | | 094 03687          | Baudenkmal                   | Weitere Bilder |
| Über den Steinen 9, 9a (Karte) | Wohnhaus                      | | 094 80560          | Baudenkmal                   | Weitere Bilder |
| Über den Steinen 14 (Karte) | Ackerbürgerhof                | | 094 80561          | Baudenkmal                   | Ackerbürgerhof |
| Über den Steinen 22 (Karte) | Wohnhaus                      | | 094 90069          | Baudenkmal                   | Wohnhaus |
| Über den Steinen 25 (Karte) | Wohn- und Geschäftshaus       | | 094 80562          | Baudenkmal                   | Weitere Bilder |
| Über den Steinen 28 (Karte) | Wohn- und Geschäftshaus       | | 094 80563          | Baudenkmal                   | Weitere Bilder |
| Über den Steinen 31 (Karte) | Wohn- und Geschäftshaus       | | 094 80564          | Baudenkmal                   | Weitere Bilder |
| Über den Steinen 34 (Karte) | Ackerbürgerhof                | | 094 80566          | Baudenkmal                   | Ackerbürgerhof |
| Über den Steinen 36 (Karte) | Wohnhaus                      | | 094 80567          | Baudenkmal                   | Wohnhaus |

## Ehemalige Kulturdenkmale

### Aschersleben
| Lage                                                                                         | Bezeichnung                       | Beschreibung | Erfassungs- nummer | Ausweisungsart | Bild            |
| -------------------------------------------------------------------------------------------- | --------------------------------- | --- | ------------------ | -------------- | --------------- |
| Adam-Olearius-Straße 1 am Rosarium (Karte)                                                   | Badeanstalt                       | Das im Jugendstil errichtete und 1906 eröffnete Stadtbad Aschersleben, eine Schwimmhalle mit dem Wasser der Eine, wurde im Jahr 2002 geschlossen. Nach dem Verkauf des Gebäudes erfolgte im Frühjahr 2010 der Abriss und der Baubeginn für eine Seniorenwohnanlage. | 094 81074          | Baudenkmal     | BW              |
| Auf dem Graben 29 (Karte)                                                                    | Wohnhaus                          | | 094 80409          | Baudenkmal     | Wohnhaus        |
| Badstuben 1 bis 10 (Karte)                                                                   | Straßenzug Badstuben 1–10         | Straßenzug, kleinteilige Bebauung aus dem 17. bis 19. Jahrhundert, nachdem die Gebäude Nummer 3, 4, 8, 9 und 10 in früheren Jahren ohne Genehmigung abgerissen worden waren, wurde der Denkmalbereich im Jahr 2017 aus dem Denkmalverzeichnis ausgetragen           | 094 80417          | Denkmalbereich | Weitere Bilder  |
| Badstuben 8 (Karte)                                                                          | Wohnhaus                          | zweigeschossiges Wohnhaus aus dem späten 18. Jahrhundert, nach ungenehmigtem Abbruch zu unbekanntem Zeitpunkt wurde das Objekt 2017 aus dem Denkmalverzeichnis ausgetragen                                                                                          | 094 80423          | Baudenkmal     | BW              |
| Badstuben 9 (Karte)                                                                          | Wohnhaus                          | verputztes Wohnhaus aus der Zeit um 1800, nach ungenehmigtem Abbruch zu unbekanntem Zeitpunkt wurde das Objekt 2017 aus dem Denkmalverzeichnis ausgetragen | 094 80424          | Baudenkmal     | BW              |
| Badstuben 10 (Karte)                                                                         | Wohnhaus                          | verputztes Wohnhaus aus der Zeit um 1800, nach ungenehmigtem Abbruch zu unbekanntem Zeitpunkt wurde das Objekt 2017 aus dem Denkmalverzeichnis ausgetragen | 094 80425          | Baudenkmal     | BW              |
| Badstuben 14 am Krappschen Turm der Stadtbefestigung (Karte)                                 | Kunstschatulle                    | Zweigeschossiges Wohn- und Geschäftshaus aus der Zeit um 1800, das Haus wurde 2012 abgerissen, übrig blieb nur der Krappsche Turm. | 094 80426          | Baudenkmal     | Weitere Bilder  |
| Badstuben 23 (Karte)                                                                         | Wohnhaus                          | Zweigeschossiges verputztes Barockwohnhaus aus dem 18. Jahrhundert, Obergeschoss in Fachwerkbauweise, das Gebäude war im Jahr 2019 schon abgerissen. | 094 80430          | Baudenkmal     | Wohnhaus        |
| Badstuben 30 (Karte)                                                                         | Ackerbürgerhaus                   | Das Haus wurde im Jahr 2012 abgerissen. | 094 80434          | Baudenkmal     | Ackerbürgerhaus |
| Douglasstraße 13, Geschwister-Scholl-Straße 66 (Karte)                                       | Wohnhaus                          | Das Haus ist bereits abgerissen. | 094 80459          | Baudenkmal     | Wohnhaus        |
| Dr.-Wilhelm-Külz-Platz 12 (Karte)                                                            | Wohnhaus                          | Das Haus ist bereits abgerissen. | 094 80351          | Baudenkmal     | BW              |
| Fleischhauerstraße 5 (Karte)                                                                 | Ackerbürgerhaus                   | Das Haus ist bereits abgerissen. | 094 80450          | Baudenkmal     | Ackerbürgerhaus |
| Fleischhauerstraße 13 Ecke Badstuben (Karte)                                                 | Wohnhaus                          | Das Gebäude war im Jahr 2012 schon rund zehn Jahre notgesichert und wurde später ganz abgerissen. | 094 80451          | Baudenkmal     | Wohnhaus        |
| Geschwister-Scholl-Straße 55 (Karte)                                                         | Villa                             | Die Gründerzeitvilla wurde im Jahr 2002 abgerissen und das Grundstück mit einem Supermarkt neu bebaut. | 094 80457          | Baudenkmal     | BW              |
| Heinrichstraße 15 (Karte)                                                                    | Wohnhaus                          | In der Zeit um 1890 errichtetes zweigeschossiges Wohngebäude mit achtachsiger Fassade im Stil des Spätklassizismus, vor 2021 abgerissen. | 094 80916          | Baudenkmal     | BW              |
| Hinter dem Turm 29 (Karte)                                                                   | Wohn- und Geschäftshaus           | Das Haus ist bereits abgerissen. | 094 80346          | Baudenkmal     | BW              |
| Hinter dem Zoll 13, 14, 15, 16, 17, 18, 19, 19a (Karte)                                      | Straßenzeile                      | | 094 80474          | Denkmalbereich | Weitere Bilder  |
| Hinter der Salpeterhütte 3 (Karte)                                                           | Wohnhaus                          | Das Haus ist bereits abgerissen. | 094 80477          | Baudenkmal     | BW              |
| Hopfenmarkt (1), (2), (3), (4) 5, 6, 7, (8), (9), (10), (11), 12, 13, 14a, 15 bis 25 (Karte) | Straßenzug                        | Straßenzug, von den 25 zum Denkmalbereich gehörenden Parzellen wurden bis auf 16 die Gebäude abgerissen. Die Denkmaleigenschaft ging dadurch verloren. | 094 80490          | Denkmalbereich | Weitere Bilder  |
| Hopfenmarkt 12 (Karte)                                                                       | Wohnhaus                          | Wohnhaus, das Gebäude wurde vor dem Jahr 2016 abgerissen und 2016 aus dem Denkmalverzeichnis ausgetragen. | 094 80492          | Baudenkmal     | BW              |
| Hopfenmarkt 14 (Karte)                                                                       | Ackerbürgerhaus                   | Bürgerschänke | 094 14459          | Baudenkmal     | Ackerbürgerhaus |
| Hopfenmarkt 16, 17, 18 (Karte)                                                               | Wohnhaus                          | Wohnhaus, nach Genehmigung 2015 abgerissen. Im Jahr 2016 wurde das Gebäude aus dem Denkmalverzeichnis ausgetragen. | 094 80494          | Baudenkmal     | Wohnhaus        |
| Kleiner Halken 1 bis 4 (Karte)                                                               | Straßenzug Kleiner Halken 1 bis 4 | Straßenzug mit Gebäuden aus dem 17. bis 19. Jahrhundert, nach den Abrissen der Gebäude 1, 2 und 3 wurde der Denkmalbereich im Jahr 2017 aus dem Denkmalverzeichnis gelöscht.                                                                                        | 094 80501          | Denkmalbereich | Weitere Bilder  |
| Kleiner Halken 2 (Karte)                                                                     | Wohnhaus                          | zweigeschossiges Wohnhaus, zum Teil aus dem 16. Jahrhundert stammend, nur in Resten erhalten, im Jahr 2017 aus dem Denkmalverzeichnis gelöscht | 094 80502          | Baudenkmal     | Weitere Bilder  |
| Kleiner Halken 3 (Karte)                                                                     | Wohnhaus                          | zweigeschossiges zum Teil in Fachwerkbauweise errichtetes Wohnhaus, aus dem 17./18. Jahrhundert stammend, nur in Resten erhalten, im Jahr 2017 aus dem Denkmalverzeichnis gelöscht                                                                                  | 094 80503          | Baudenkmal     | Weitere Bilder  |
| Klosterhof 1 (Karte)                                                                         | Wohnhaus                          | | 094 03645          | Baudenkmal     | Wohnhaus        |
| Marienstraße 36, 38, 40, 42, 44, 46, 48 (Karte)                                              | Straßenzeile                      | | 094 80896          | Denkmalbereich | Straßenzeile    |
| Ritterstraße 16 (Karte)                                                                      | Wohnhaus                          | Wohnhaus, aufgrund einer Sicherungsverfügung der Bauaufsicht 2014 abgerissen. Im Jahr 2015 erfolgte die Austragung aus dem Denkmalverzeichnis. | 094 80534          | Baudenkmal     | Wohnhaus        |
| Ritterstraße 18 (Karte)                                                                      | Wohnhaus                          | Das Haus wurde bereits abgerissen. | 094 80535          | Baudenkmal     | BW              |
| Ritterstraße 21 (Karte)                                                                      | Wohnhaus                          | | 094 80537          | Baudenkmal     | Wohnhaus        |
| Salzkoth 4 (Karte)                                                                           | Mühle                             | Salzkothmühle | 094 80885          | Baudenkmal     | Mühle           |
| Schmidtmannstraße 35 (Karte)                                                                 | Leichenhalle                      | 1929 von Hans Heckner auf dem jüdischen Friedhof erbaut, während der Reichspogromnacht 1938 durch Brandstiftung zerstört, Ruine später abgerissen. |                    | Baudenkmal     | Leichenhalle    |
| Schmidtstraße 24 (Karte)                                                                     | Villa                             | Die Villa wurde 1898 errichtet. Ein- bis zweigeschossige Direktorenvilla der Maschinenfabrik AMA, 2015 noch im Denkmalverzeichnis geführt, Im Jahr 2021 nach einem bereits zuvor erfolgten genehmigten Abbruch aus dem Denkmalverzeichnis gestrichen.               | 094 97438          | Baudenkmal     | BW              |
| Staßfurter Höhe 75 (Karte)                                                                   | Villa                             | Die Villa wurde abgerissen und ein Supermarkt dort errichtet, im Jahr 2021 aus dem Denkmalverzeichnis gestrichen. | 094 80929          | Baudenkmal     | BW              |
| Unter der alten Burg 2 (Karte)                                                               | Burg-Mühle                        | | 094 81073          | Baudenkmal     | BW              |
| Unterstraße 41 (Karte)                                                                       | Villa                             | 1894 errichtete Villa Nottrodt, durch eine Vielzahl ungenehmigter Änderungen ging die Denkmaleigenschaft der Villa verloren. Die Austragung aus dem Denkmalverzeichnis erfolgte im Jahr 2017.                                                                       | 094 80894          | Baudenkmal     | Villa           |
| Vor dem Wassertor (Karte)                                                                    | Gedenkstätte                      | | 094 03545          | Baudenkmal     | Gedenkstätte    |
| Vor dem Wassertor 5 (Karte)                                                                  | Wohnhaus                          | | 094 80574          | Baudenkmal     | Wohnhaus        |
| Weinberg 9 (Karte)                                                                           | Wohnhaus                          | | 094 80581          | Baudenkmal     | Wohnhaus        |
| Worthstraße 9 (Karte)                                                                        | Wohnhaus                          | | 094 80920          | Baudenkmal     | Wohnhaus        |
| Über den Steinen 33 (Karte)                                                                  | Ackerbürgerhof                    | Ackerbürgerhof, 2015 erfolgte mit einer Genehmigungsfiktion der Abbruch des Hauses und die Austragung aus dem Denkmalverzeichnis. | 094 80565          | Baudenkmal     | Ackerbürgerhof  |

### Königsaue
| Lage                                 | Bezeichnung | Beschreibung                                                                                           | Erfassungs- nummer | Ausweisungsart | Bild |
| ------------------------------------ | ----------- | --- | ------------------ | -------------- | ---- |
| Nordufer des Königsauer Sees (Karte) | Dorfkirche  | In den 1960er Jahren im Zuge der Abbaggerung des Dorfes Königsaue für den Braunkohletagebau abgerissen |                    | Baudenkmal     | BW   |

## Legende
In den Spalten befinden sich folgende Informationen:
- Lage: Nennt den Straßennamen und wenn vorhanden die Hausnummer des Kulturdenkmals. Die Grundsortierung der Liste erfolgt nach dieser Adresse. Der Link „Karte“ führt zu verschiedenen Kartendarstellungen und nennt die geographischen Koordinaten.
Link zu einem Kartenansichtstool, um Koordinaten zu setzen. In der Kartenansicht sind Baudenkmale ohne Koordinaten mit einem roten bzw. orangen Marker dargestellt und können in der Karte gesetzt werden. Baudenkmale ohne Bild sind mit einem blauen bzw. roten Marker gekennzeichnet, Baudenkmale mit Bild mit einem grünen bzw. orangen Marker.
- Offizielle Bezeichnung: Nennt den Namen, die Bezeichnung oder zumindest die Art des Kulturdenkmals und verlinkt, soweit vorhanden, auf den Artikel zum Objekt.
- Beschreibung: Nennt bauliche und geschichtliche Einzelheiten des Kulturdenkmals, vorzugsweise die Denkmaleigenschaften.
- Erfassungsnummer: Für jedes Kulturdenkmal wird in Sachsen-Anhalt eine 20stellige Erfassungsnummer vergeben. Die letzten zwölf Ziffern werden für die Untergliederung nach Teilobjekten genutzt und werden nur angegeben, soweit vergeben. In dieser Spalte kann sich folgendes Icon  befinden, dies führt zu Angaben zu diesem Baudenkmal bei Wikidata.
- Ausweisungsart: Die Einordnung des Denkmales nach § 2 Abs. 2 DenkmSchG LSA
- Bild: Ein Bild des Denkmales, und gegebenenfalls einen Link zu weiteren Fotos des Kulturdenkmals im Medienarchiv Wikimedia Commons. Wenn man auf das Kamerasymbol klickt, können Fotos zu Kulturdenkmalen aus dieser Liste hochgeladen werden: